# Olympische Sommerspiele 2020/Teilnehmer (Griechenland)
| Gelbes Symbol für Goldmedaillen mit stilisierten Olympischen Ringen | Graues Symbol für Silbermedaillen mit stilisierten Olympischen Ringen | Braundes Symbol für Bronzemedaillen mit stilisierten Olympischen Ringen |
| ------------------------------------------------------------------- | --------------------------------------------------------------------- | ----------------------------------------------------------------------- |
| 2                                                                   | 1                                                                     | 1                                                                       |

Griechenland nahm an den Olympischen Spielen 2020 in Tokio mit 80 Sportlern in 17 Sportarten teil. Es war die insgesamt 29. Teilnahme an Olympischen Sommerspielen.

## Medaillengewinner

### Gold
| Name                | Sportart       | Wettkampf    |
| ------------------- | -------------- | ------------ |
| Stefanos Douskos    | Rudern         | Einer Männer |
| Miltiadis Tendoglou | Leichtathletik | Weitsprung   |

### Silber
| Name/n | Sportart   | Wettkampf |
| --- | ---------- | --------- |
| Manolis Zerdevas Konstantinos Genidounias Dimitris Skoumpakis Marios Kapotsis Ioannis Fountoulis Alexandros Papanastasiou Georgios Dervisis Stylianos Argyropoulos-Kanakis Konstantinos Mourikis Christodoulos Kolomvos Konstantinos Giouvetsis Angelos Vlachopoulos Konstantinos Galanidis | Wasserball | Männer    |

### Bronze
| Name                   | Sportart | Wettkampf    |
| ---------------------- | -------- | ------------ |
| Eleftherios Petrounias | Turnen   | Ringe Männer |

## Teilnehmer nach Sportarten

### Bogenschießen
| Athleten         | Wettbewerb | Qualifikation | Qualifikation | 1. Runde  | 1. Runde | 2. Runde      | 2. Runde      | Achtelfinale  | Achtelfinale  | Viertelfinale | Viertelfinale | Halbfinale    | Halbfinale    | Finale        | Finale        | Rang          |
| Athleten         | Wettbewerb | Ringe         | Rang          | Gegner    | Ergebnis | Gegner        | Ergebnis      | Gegner        | Ergebnis      | Gegner        | Ergebnis      | Gegner        | Ergebnis      | Gegner        | Ergebnis      | Rang          |
| ---------------- | ---------- | ------------- | ------------- | --------- | -------- | ------------- | ------------- | ------------- | ------------- | ------------- | ------------- | ------------- | ------------- | ------------- | ------------- | ------------- |
| Frauen           |            |               |               |           |          |               |               |               |               |               |               |               |               |               |               |               |
| Evangelia Psarra | Einzel     | 630           | 44            | Lin C.-e. | 4:6      | ausgeschieden | ausgeschieden | ausgeschieden | ausgeschieden | ausgeschieden | ausgeschieden | ausgeschieden | ausgeschieden | ausgeschieden | ausgeschieden | ausgeschieden |

### Fechten
| Athleten            | Wettbewerb   | 1. Runde | 1. Runde | 2. Runde      | 2. Runde      | Achtelfinale  | Achtelfinale  | Viertelfinale | Viertelfinale | Halbfinale / Klassifikation | Halbfinale / Klassifikation | Finale / Platzierung | Finale / Platzierung | Rang          |
| Athleten            | Wettbewerb   | Gegner   | Ergebnis | Gegner        | Ergebnis      | Gegner        | Ergebnis      | Gegner        | Ergebnis      | Gegner                      | Ergebnis                    | Gegner               | Ergebnis             | Rang          |
| ------------------- | ------------ | -------- | -------- | ------------- | ------------- | ------------- | ------------- | ------------- | ------------- | --------------------------- | --------------------------- | -------------------- | -------------------- | ------------- |
| Frauen              |              |          |          |               |               |               |               |               |               |                             |                             |                      |                      |               |
| Theodora Gkountoura | Säbel Einzel | M. Emura | 8:15     | ausgeschieden | ausgeschieden | ausgeschieden | ausgeschieden | ausgeschieden | ausgeschieden | ausgeschieden               | ausgeschieden               | ausgeschieden        | ausgeschieden        | ausgeschieden |

### Gewichtheben
Im Leichtgewicht der Frauen (Klasse bis 59 kg) qualifizierte sich ursprünglich Konstantina Benteli. Sie wurde jedoch vom Weltverband disqualifiziert und ihr Platz im Teilnehmerfeld anderweitig vergeben.
| Athleten            | Wettbewerb                    | Reißen  | Reißen | Stoßen  | Stoßen | Zweikampf | Zweikampf | Rang |
| Athleten            | Wettbewerb                    | Gewicht | Rang   | Gewicht | Rang   | Gewicht   | Rang      | Rang |
| ------------------- | ----------------------------- | ------- | ------ | ------- | ------ | --------- | --------- | ---- |
| Männer              |                               |         |        |         |        |           |           |      |
| Theodoros Iakovidis | Mittelschwergewicht bis 96 kg | 156 kg  | 11     | 182 kg  | 11     | 338 kg    | 11        | 11   |

### Judo
| Athleten            | Wettbewerb | 1. Runde | 1. Runde | 2. Runde          | 2. Runde | Achtelfinale  | Achtelfinale  | Viertelfinale | Viertelfinale | Halbfinale / Trostrunde | Halbfinale / Trostrunde | Finale / Platz 3 | Finale / Platz 3 | Rang |
| Athleten            | Wettbewerb | Gegner   | Ergebnis | Gegner            | Ergebnis | Gegner        | Ergebnis      | Gegner        | Ergebnis      | Gegner                  | Ergebnis                | Gegner           | Ergebnis         | Rang |
| ------------------- | ---------- | -------- | -------- | ----------------- | -------- | ------------- | ------------- | ------------- | ------------- | ----------------------- | ----------------------- | ---------------- | ---------------- | ---- |
| Frauen              |            |          |          |                   |          |               |               |               |               |                         |                         |                  |                  |      |
| Elisavet Teltsidou  | bis 70 kg  | Sun X.   | 10:0     | —                 | —        | M. Pinot      | 10s2:0s3      | M. Taimasowa  | 0:10          | G. Scoccimarro          | 0s2:10s1                |                  |                  | 7    |
| Männer              |            |          |          |                   |          |               |               |               |               |                         |                         |                  |                  |      |
| Alexios Ntanatsidis | bis 81 kg  | Freilos  | Freilos  | A. Valois-Fortier | 0s3:10s2 | ausgeschieden | ausgeschieden | ausgeschieden | ausgeschieden | ausgeschieden           | ausgeschieden           | ausgeschieden    | ausgeschieden    | 17   |

### Leichtathletik
Laufen und Gehen 
| Athleten                     | Wettbewerb   | Runde 1 | Runde 1 | Halbfinale    | Halbfinale    | Finale        | Finale        | Rang          |
| Athleten                     | Wettbewerb   | Zeit    | Rang    | Zeit          | Rang          | Zeit          | Rang          | Rang          |
| ---------------------------- | ------------ | ------- | ------- | ------------- | ------------- | ------------- | ------------- | ------------- |
| Frauen                       |              |         |         |               |               |               |               |               |
| Rafaéla Spanoudaki-Hatziriga | 100 m        | 11,45 s | 5       | ausgeschieden | ausgeschieden | ausgeschieden | ausgeschieden | ausgeschieden |
| Rafaéla Spanoudaki-Hatziriga | 200 m        | 23,16 s | 5       | 23,38 s       | 9             | ausgeschieden | ausgeschieden | ausgeschieden |
| Irini Vasiliou               | 400 m        | 53,16 s | 5       | ausgeschieden | ausgeschieden | ausgeschieden | ausgeschieden | ausgeschieden |
| Elisavet Pesiridou           | 100 m Hürden | DNF     | DNF     | ausgeschieden | ausgeschieden | ausgeschieden | ausgeschieden | ausgeschieden |
| Antigoni Drisbioti           | 20 km Gehen  | —       | —       | —             | —             | 1:31:24 h     | 8             | 8             |
| Kyriaki Filtisakou           | 20 km Gehen  | —       | —       | —             | —             | 1:36:51 h     | 29            | 29            |
| Panagiota Tsinopoulou        | 20 km Gehen  | —       | —       | —             | —             | 1:47:19 h     | 53            | 53            |
| Männer                       |              |         |         |               |               |               |               |               |
| Konstantinos Douvalidis      | 110 m Hürden | 13,63 s | 7       | ausgeschieden | ausgeschieden | ausgeschieden | ausgeschieden | ausgeschieden |
| Alexandros Papamichail       | 50 km Gehen  | —       | —       | —             | —             | 4:12:49 h     | 36            | 36            |

 Springen und Werfen 
| Athleten                  | Wettbewerb     | Qualifikation          | Qualifikation          | Finale                 | Finale                 | Rang                   |
| Athleten                  | Wettbewerb     | Weite/Höhe             | Rang                   | Weite/Höhe             | Rang                   | Rang                   |
| ------------------------- | -------------- | ---------------------- | ---------------------- | ---------------------- | ---------------------- | ---------------------- |
| Frauen                    |                |                        |                        |                        |                        |                        |
| Nikoleta Kyriakopoulou    | Stabhochsprung | 4,55 m                 | 7                      | 4,50 m                 | 8                      | 8                      |
| Eleni-Klaoudia Polak      | Stabhochsprung | 4,40 m                 | 17                     | ausgeschieden          | ausgeschieden          | 17                     |
| Ekaterini Stefanidi       | Stabhochsprung | 4,45 m                 | 4                      | 4,80 m                 | 4                      | 4                      |
| Paraskevi Papachristou    | Dreisprung     | 12,23 m                | 17                     | ausgeschieden          | ausgeschieden          | 17                     |
| Chrysoula Anagnostopoulou | Diskuswurf     | 59,18 m                | 19                     | ausgeschieden          | ausgeschieden          | 19                     |
| Stamatia Skarvelis        | Hammerwurf     | 69,01 m                | 18                     | ausgeschieden          | ausgeschieden          | 18                     |
| Männer                    |                |                        |                        |                        |                        |                        |
| Miltiadis Tendoglou       | Weitsprung     | 8,22 m                 | 2                      | 8,41 m                 | 1                      | Gold                   |
| Emmanouil Karalis         | Stabhochsprung | 5,75 m                 | 4                      | 5,80 m                 | 4                      | 4                      |
| Konstantinos Filippidis   | Stabhochsprung | 5,50 m                 | 22                     | ausgeschieden          | ausgeschieden          | 22                     |
| Dimitris Tsiamis          | Dreisprung     | verletzt ausgeschieden | verletzt ausgeschieden | verletzt ausgeschieden | verletzt ausgeschieden | verletzt ausgeschieden |
| Mihail Anastasakis        | Hammerwurf     | 73,52 m                | 22                     | ausgeschieden          | ausgeschieden          | 22                     |
| Christos Frantzeskakis    | Hammerwurf     | 72,19 m                | 23                     | ausgeschieden          | ausgeschieden          | 23                     |

### Radsport

#### Bahn
Omnium
| Männer             |        |    |   |    |   |    |    |  |     |  |     |
| Christos Volikakis | Omnium | 17 | 8 | 17 | 8 | 14 | 14 |  | DNF |  | DNF |

#### Straßenradsport
| Athleten               | Wettbewerb    | Zeit      | Rang |
| ---------------------- | ------------- | --------- | ---- |
| Männer                 |               |           |      |
| Polychronis Tzortzakis | Straßenrennen | 6:21:46 h | 63   |

#### Mountainbike
| Athleten       | Wettbewerb    | Zeit | Rang |
| -------------- | ------------- | ---- | ---- |
| Männer         |               |      |      |
| Periklis Ilias | Cross-Country | LAP  | –    |

### Ringen

#### Freier Stil
Legende: G = Gewonnen, V = Verloren, S = Schultersieg
| Athleten          | Wettbewerb       | Achtelfinale | Achtelfinale | Viertelfinale | Viertelfinale | Halbfinale    | Halbfinale    | Hoffnungsrunde Halbfinale | Hoffnungsrunde Halbfinale | Hoffnungsrunde Finale | Hoffnungsrunde Finale | Finale        | Finale        | Rang |
| Athleten          | Wettbewerb       | Gegner       | Ergebnis     | Gegner        | Ergebnis      | Gegner        | Ergebnis      | Gegner                    | Ergebnis                  | Gegner                | Ergebnis              | Gegner        | Ergebnis      | Rang |
| ----------------- | ---------------- | ------------ | ------------ | ------------- | ------------- | ------------- | ------------- | ------------------------- | ------------------------- | --------------------- | --------------------- | ------------- | ------------- | ---- |
| Frauen            |                  |              |              |               |               |               |               |                           |                           |                       |                       |               |               |      |
| Maria Prevolaraki | Klasse bis 53 kg | L. Valverde  | V 4:11       | ausgeschieden | ausgeschieden | ausgeschieden | ausgeschieden | ausgeschieden             | ausgeschieden             | ausgeschieden         | ausgeschieden         | ausgeschieden | ausgeschieden | 11   |
| Männer            |                  |              |              |               |               |               |               |                           |                           |                       |                       |               |               |      |
| Georgios Pilidis  | Klasse bis 65 kg | M. Gadżijew  | V 0:11       | ausgeschieden | ausgeschieden | ausgeschieden | ausgeschieden | ausgeschieden             | ausgeschieden             | ausgeschieden         | ausgeschieden         | ausgeschieden | ausgeschieden | 15   |

### Rudern
Bei den Weltmeisterschaften 2019 qualifizierte sich das griechische Team in einer der 14 Bootsklassen für die Olympischen Spiele. Bei der europäischen Qualifikationsregatta konnte am 8. April 2021 ein weiteres Boot qualifiziert werden.
| Athleten                        | Wettbewerb             | Vorlauf     | Vorlauf | Vorlauf       | Hoffnungslauf | Hoffnungslauf | Hoffnungslauf  | Viertelfinale | Viertelfinale | Viertelfinale  | Halbfinale  | Halbfinale | Halbfinale    | Finale         | Finale | Rang |
| Athleten                        | Wettbewerb             | Zeit        | Platz   | Qualifikation | Zeit          | Platz         | Qualifikation  | Zeit          | Platz         | Qualifikation  | Zeit        | Platz      | Qualifikation | Zeit           | Platz  | Rang |
| ------------------------------- | ---------------------- | ----------- | ------- | ------------- | ------------- | ------------- | -------------- | ------------- | ------------- | -------------- | ----------- | ---------- | ------------- | -------------- | ------ | ---- |
| Frauen                          |                        |             |         |               |               |               |                |               |               |                |             |            |               |                |        |      |
| Anneta Kyridou                  | Einer                  | 7:54,28 min | 3       | Viertelfinale | –             | –             | –              | 8:02,19 min   | 3             | Halbfinale A/B | 7:40,81 min | 6          | Finale B      | 7:36,79 min    | 4      | 10   |
| Maria Kyridou Christina Bourbou | Zweier ohne Steuerfrau | 7:33,94 min | 4       | Hoffnungslauf | 7:28,00 min   | 1             | Halbfinale A/B | –             | –             | –              | 6:48,70 min | 1          | Finale A      | 6:57,11 min    | 5      | 5    |
| Männer                          |                        |             |         |               |               |               |                |               |               |                |             |            |               |                |        |      |
| Stefanos Douskos                | Einer                  | 6:59,49 min | 1       | Viertelfinale | –             | –             | –              | 7:12,77 min   | 2             | Halbfinale A/B | 6:41,61 min | 1          | A-Finale      | 6:40,45 min OR | 1      | Gold |

### Schießen
| Athleten             | Wettbewerb           | Qualifikation   | Qualifikation | Finale          | Finale | Ringe/ Scheiben | Rang |
| Athleten             | Wettbewerb           | Ringe/ Scheiben | Rang          | Ringe/ Scheiben | Rang   | Ringe/ Scheiben | Rang |
| -------------------- | -------------------- | --------------- | ------------- | --------------- | ------ | --------------- | ---- |
| Frauen               |                      |                 |               |                 |        |                 |      |
| Anna Korakaki        | Luftpistole 10 Meter | 585             | 2             | 157,4           | 6      | 742,4           | 6    |
| Anna Korakaki        | 25 m Sportpistole    | 584             | 2             | 18              | 6      | 602             | 6    |
| Männer               |                      |                 |               |                 |        |                 |      |
| Nikolaos Mavrommatis | Skeet                | 70              | 26            | 119             | 20     | 189             | 20   |

### Schwimmen
| Athleten                                                                           | Wettbewerb                 | Vorlauf     | Vorlauf | Halbfinale    | Halbfinale    | Finale        | Finale        | Rang |
| Athleten                                                                           | Wettbewerb                 | Zeit        | Rang    | Zeit          | Rang          | Zeit          | Rang          | Rang |
| ---------------------------------------------------------------------------------- | -------------------------- | ----------- | ------- | ------------- | ------------- | ------------- | ------------- | ---- |
| Frauen                                                                             |                            |             |         |               |               |               |               |      |
| Anna Doudounaki                                                                    | 100 m Schmetterling        | 57,75 s     | 13      | 57,25 s       | 9             | ausgeschieden | ausgeschieden | 9    |
| Männer                                                                             |                            |             |         |               |               |               |               |      |
| Kristian Gkolomeev                                                                 | 50 m Freistil              | 21,66 s     | 3       | 21,60 s       | 3             | 21,72 s       | 5             | 5    |
| Apostolos Christou                                                                 | 100 m Freistil             | 48,50 s     | 18      | ausgeschieden | ausgeschieden | ausgeschieden | ausgeschieden | 18   |
| Dimitrios Markos                                                                   | 200 m Freistil             | 1:49,16 min | 31      | ausgeschieden | ausgeschieden | ausgeschieden | ausgeschieden | 31   |
| Dimitrios Markos                                                                   | 800 m Freistil             | 7:58,68 min | 26      | —             | —             | ausgeschieden | ausgeschieden | 26   |
| Apostolos Christou                                                                 | 100 m Rücken               | 53,77 s     | 15      | 53,41 s       | 11            | ausgeschieden | ausgeschieden | 11   |
| Andreas Vazaios                                                                    | 200 m Lagen                | 1:58,84 min | 24      | ausgeschieden | ausgeschieden | ausgeschieden | ausgeschieden | 24   |
| Apostolos Papastamos                                                               | 200 m Lagen                | 2:00,38 min | 35      | ausgeschieden | ausgeschieden | ausgeschieden | ausgeschieden | 35   |
| Apostolos Papastamos                                                               | 400 m Lagen                | 4:12,50 min | 14      | —             | —             | ausgeschieden | ausgeschieden | 14   |
| Athanasios Kynigakis                                                               | 10 km Freiwasser           | —           | —       | —             | —             | 1:49:29,2 h   | 5             | 5    |
| Andreas Vazaios Kristian Gkolomeev Odysseus Meladinis Apostolos Christou           | 4 × 100 m Freistil-Staffel | 3:15,29 min | 15      | —             | —             | ausgeschieden | ausgeschieden | 15   |
| Andreas Vazaios Evangelos Makrygiannis Konstantinos Meretsolias Apostolos Christou | 4 × 100 m Lagen-Staffel    | 3:36,28 min | 14      | —             | —             | ausgeschieden | ausgeschieden | 14   |
| Mixed                                                                              |                            |             |         |               |               |               |               |      |
| Apostolos Christou Konstantinos Meretsolias Anna Doudounaki Theodora Drakou        | 4 × 100 m Lagen-Staffel    | 3:44,77 min | 7       | —             | —             | ausgeschieden | ausgeschieden | 7    |

### Segeln
| Athleten                          | Wettbewerb      | Qualifikation | Qualifikation | Medal Race    | Medal Race    | Punkte | Rang |
| Athleten                          | Wettbewerb      | Punkte        | Rang          | Punkte        | Rang          | Punkte | Rang |
| --------------------------------- | --------------- | ------------- | ------------- | ------------- | ------------- | ------ | ---- |
| Frauen                            |                 |               |               |               |               |        |      |
| Aikaterini Divari                 | Windsurfen RS:X | 204           | 19            | ausgeschieden | ausgeschieden | 204    | 19   |
| Vasileia Karachaliou              | Laser Radial    | 106           | 9             | 6             | 3             | 112    | 9    |
| Ariadne Spanaki Emilia Tsoulfa    | 470er           | 114           | 15            | ausgeschieden | ausgeschieden | 114    | 15   |
| Männer                            |                 |               |               |               |               |        |      |
| Byron Kokkalanis                  | Windsurfen RS:X | 110           | 11            | ausgeschieden | ausgeschieden | 110    | 11   |
| Ioannis Mitakis                   | Finn Dinghy     | 92            | 12            | ausgeschieden | ausgeschieden | 92     | 12   |
| Panagiotis Mantis Pavlos Kagialis | 470er           | 66            | 6             | 18            | 9             | 84     | 8    |

### Synchronschwimmen
| Athletinnen | Wettbewerb | Qualifikation     | Qualifikation     | Qualifikation  | Qualifikation  | Qualifikation | Qualifikation | Finale         | Finale         | Finale           | Finale           |
| Athletinnen | Wettbewerb | Technische Kür TK | Technische Kür TK | Freie Kür FK-Q | Freie Kür FK-Q | Gesamt        | Gesamt        | Freie Kür FK-F | Freie Kür FK-F | Gesamt TK + FK-F | Gesamt TK + FK-F |
| Athletinnen | Wettbewerb | Punkte            | Rang              | Punkte         | Rang           | Punkte        | Rang          | Punkte         | Rang           | Punkte           | Rang             |
| --- | ---------- | ----------------- | ----------------- | -------------- | -------------- | ------------- | ------------- | -------------- | -------------- | ---------------- | ---------------- |
| Frauen |            |                   |                   |                |                |               |               |                |                |                  |                  |
| Evangelia Platanioti Evangelia Papazoglou | Duett      | 88,1667           | 11                | DNS            | DNS            | 88,1667       | 22            | ausgeschieden  | ausgeschieden  | ausgeschieden    | ausgeschieden    |
| Maria Alzigkouzi Kominea Eleni Fragkaki Krystalenia Gialama Pinelopi Karamesiou Andriana Misikevych Evangelia Papazoglou Evangelia Platanioti Georgia Vasilopoulou | Mannschaft | DNS               | DNS               | DNS            | DNS            | DNS           | DNS           | DNS            | DNS            | DNS              | DNS              |

### Taekwondo
| Athleten   | Wettbewerb       | Achtelfinale | Achtelfinale | Viertelfinale | Viertelfinale | Hoffnungsrunde Halbfinale | Hoffnungsrunde Halbfinale | Halbfinale    | Halbfinale    | Hoffnungsrunde Finale | Hoffnungsrunde Finale | Finale        | Finale        | Rang |
| Athleten   | Wettbewerb       | Gegner       | Ergebnis     | Gegner        | Ergebnis      | Gegner                    | Ergebnis                  | Gegner        | Ergebnis      | Gegner                | Ergebnis              | Gegner        | Ergebnis      | Rang |
| ---------- | ---------------- | ------------ | ------------ | ------------- | ------------- | ------------------------- | ------------------------- | ------------- | ------------- | --------------------- | --------------------- | ------------- | ------------- | ---- |
| Frauen     |                  |              |              |               |               |                           |                           |               |               |                       |                       |               |               |      |
| Fani Tzeli | Klasse bis 57 kg | T. Minina    | 7:15         | ausgeschieden | ausgeschieden | T. Ben Yessouf            | 0:2                       | ausgeschieden | ausgeschieden | ausgeschieden         | ausgeschieden         | ausgeschieden | ausgeschieden | 7    |

### Tennis
| Athleten                         | Wettbewerb | 1. Runde                          | 1. Runde      | 2. Runde      | 2. Runde | Achtelfinale | Achtelfinale   | Viertelfinale       | Viertelfinale    | Halbfinale    | Halbfinale    | Finale / Platz 3 | Finale / Platz 3 |
| Athleten                         | Wettbewerb | Gegner                            | Ergebnis      | Gegner        | Ergebnis | Gegner       | Ergebnis       | Gegner              | Ergebnis         | Gegner        | Ergebnis      | Gegner           | Ergebnis         |
| -------------------------------- | ---------- | --------------------------------- | ------------- | ------------- | -------- | ------------ | -------------- | ------------------- | ---------------- | ------------- | ------------- | ---------------- | ---------------- |
| Frauen                           |            |                                   |               |               |          |              |                |                     |                  |               |               |                  |                  |
| Maria Sakkari                    | Einzel     | A. Kontaveit                      | 7:5, 6:2      | N. Stojanović | 6:1, 6:2 | E. Switolina | 7:5, 3:6, 4:6  | ausgeschieden       | ausgeschieden    | ausgeschieden | ausgeschieden | ausgeschieden    | ausgeschieden    |
| Männer                           |            |                                   |               |               |          |              |                |                     |                  |               |               |                  |                  |
| Stefanos Tsitsipas               | Einzel     | P. Kohlschreiber                  | 6:3, 3:6, 6:3 | F. Tiafoe     | 6:3, 6:4 | U. Humbert   | 6:2, 6:74, 2:6 | ausgeschieden       | ausgeschieden    | ausgeschieden | ausgeschieden | ausgeschieden    | ausgeschieden    |
| Mixed                            |            |                                   |               |               |          |              |                |                     |                  |               |               |                  |                  |
| Maria Sakkari Stefanos Tsitsipas | Mixed      | G. Dabrowski / F. Auger-Aliassime | 6:3, 6:4      | —             | —        | —            | —              | A. Barty / J. Peers | 4:6, 6:4, [6:10] | ausgeschieden | ausgeschieden | ausgeschieden    | ausgeschieden    |

### Tischtennis
| Athleten          | Wettbewerb | 1. Runde   | 1. Runde | 2. Runde    | 2. Runde | 3. Runde       | 3. Runde | Achtelfinale  | Achtelfinale  | Viertelfinale | Viertelfinale | Halbfinale    | Halbfinale    | Finale/Platz 3 | Finale/Platz 3 | Rang  |
| Athleten          | Wettbewerb | Gegner     | Erg.     | Gegner      | Erg.     | Gegner         | Erg.     | Gegner        | Erg.          | Gegner        | Erg.          | Gegner        | Erg.          | Gegner         | Erg.           | Rang  |
| ----------------- | ---------- | ---------- | -------- | ----------- | -------- | -------------- | -------- | ------------- | ------------- | ------------- | ------------- | ------------- | ------------- | -------------- | -------------- | ----- |
| Männer            |            |            |          |             |          |                |          |               |               |               |               |               |               |                |                |       |
| Panagiotis Gionis | Einzel     | Zsolt Pető | 4:0      | Ahmed Salah | 4:1      | Jung Young-sik | 3:4      | ausgeschieden | ausgeschieden | ausgeschieden | ausgeschieden | ausgeschieden | ausgeschieden | ausgeschieden  | ausgeschieden  | 17–32 |

### Turnen

#### Gerätturnen
| Athleten               | Wettbewerb | Qualifikation | Qualifikation | Finale | Finale | Rang   |
| Athleten               | Wettbewerb | Punkte        | Rang          | Punkte | Rang   | Rang   |
| ---------------------- | ---------- | ------------- | ------------- | ------ | ------ | ------ |
| Männer                 |            |               |               |        |        |        |
| Eleftherios Petrounias | Ringe      | 15,333        | 1             | 15,200 | 3      | Bronze |

### Wasserball
Die griechischen Wasserballer konnten sich beim Olympia-Qualifikationsturnier vom 14.–21. Februar 2021 in Rotterdam für die Spiele qualifizieren.
| Wettbewerb    | Männer |
| ------------- | --- |
| Athleten      | Manolis Zerdevas Konstantinos Genidounias Dimitris Skoumpakis Marios Kapotsis Ioannis Fountoulis Alexandros Papanastasiou Georgios Dervisis Stylianos Argyropoulos-Kanakis Konstantinos Mourikis Christodoulos Kolomvos Konstantinos Giouvetsis Angelos Vlachopoulos Konstantinos Galanidis |
| Trainer       | Theodoros Vlachos |
| Gruppenphase  | Ungarn (10:9) Italien (6:6) Japan (10:9) Südafrika (28:5) Vereinigte Staaten (14:5) |
| Viertelfinale | Montenegro (10:4) |
| Halbfinale    | Ungarn (9:6) |
| Finale        | Serbien (10:13) |
| Platzierung   | Silber |